# Rudolf His
Rudolf His (* 15. Juli 1870 in Basel; † 22. Januar 1938 in Münster) war ein Schweizer Jurist und Rechtshistoriker. Er lehrte von 1908 bis 1937 an der Westfälischen Wilhelms-Universität Münster.

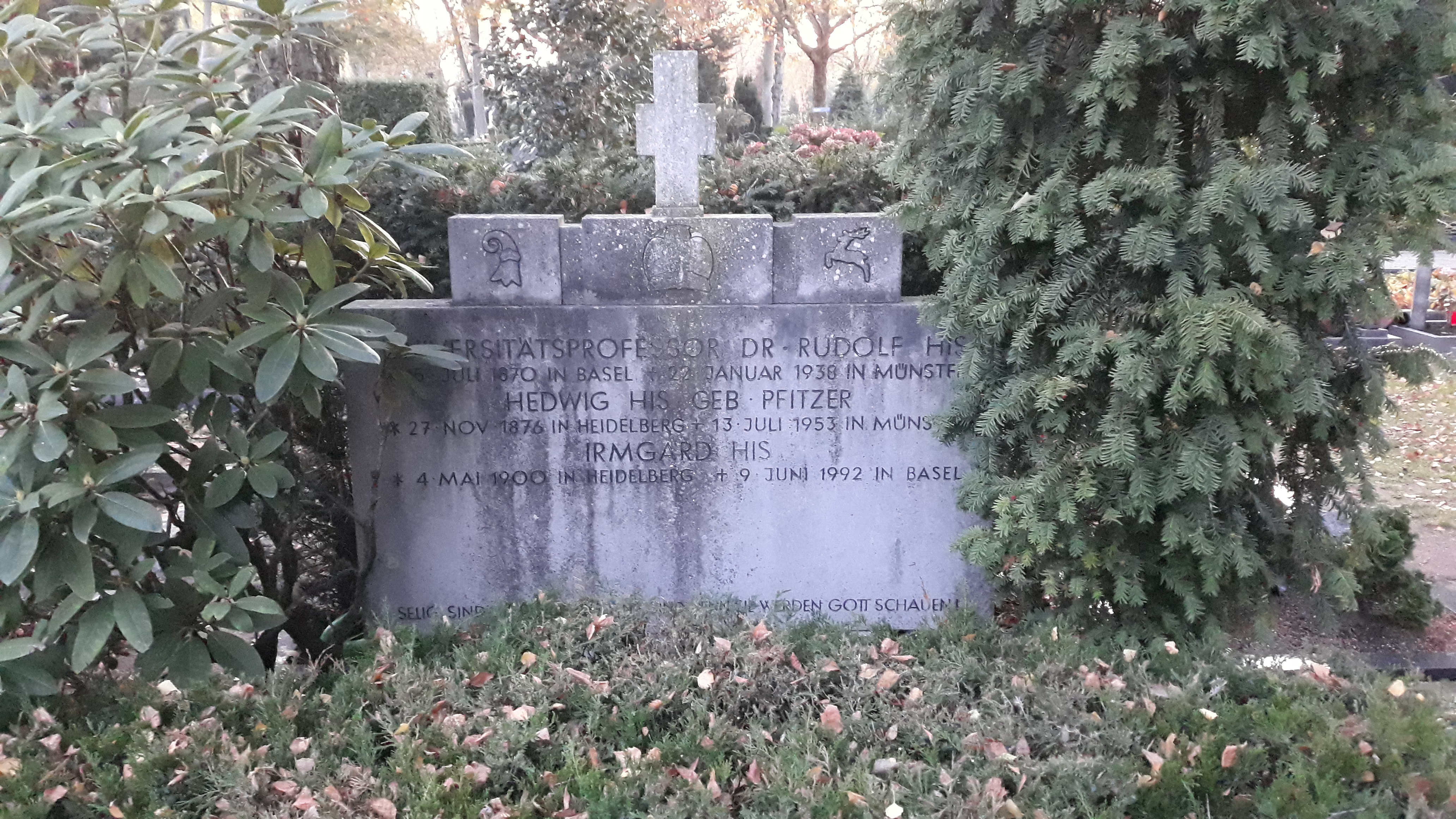
Das Familiengrab von Rudolf His und Ehefrau Hedwig mit Tochter Irmgard auf dem Zentralfriedhof Münster.

## Leben
His stammt väterlicherseits aus einer bekannten Basler Kaufmanns- und Gelehrtenfamilie. Sein Urgrossvater Peter Ochs spielte eine wichtige Rolle in der Verfassungsgeschichte der Schweiz, war aber auch umstritten. Aus diesem Grunde legte sein Sohn Eduard His-La Roche (1792–1871), Rudolfs Grossvater, den ursprünglichen Familiennamen ab und nannte sich fortan His. Rudolf His wurde als Sohn des Anatomen Wilhelm His geboren. Sein älterer Bruder Wilhelm war Mediziner, sein Vetter Eduard His-Eberle ebenfalls ein bekannter Jurist. Sein Grossvater mütterlicherseits war der Historiker Wilhelm Vischer.
Nach dem Abitur am Nikolai-Gymnasium Leipzig studierte Rudolf His ab 1888 Rechtswissenschaft in Genf, Leipzig, Berlin und Basel. Sein Studium beendete er 1892 mit einer Promotion über das Friesische Recht bei Andreas Heusler; an dessen Institut hatte His Kontakt mit Ulrich Stutz und Albert Werminghoff. Anschliessend trat er für kurze Zeit in den Diplomatischen Dienst ein und wirkte als Attaché von Charles Édouard Lardy an der Schweizer Botschaft in Paris, wurde dann aber Assistent in Heidelberg. Dort habilitierte er sich 1896 bei Richard Schröder für Rechtsgeschichte und Strafrecht.
1900 wurde Rudolf His zum ausserordentlichen Professor in Heidelberg ernannt, wechselte 1904 als ordentlicher Professor nach Königsberg und nahm schließlich 1908 einen Ruf nach Münster als Nachfolger von Hans Schreuer an. Sein Lehrauftrag umfasste Rechtsgeschichte, Privatrecht, Handelsrecht, Staats- und Völkerrecht sowie „Preußische Rechtsentwicklung“. Im gleichen Jahr wurde er Mitglied der Historischen Kommission für Westfalen. Einen Ruf nach Frankfurt am Main lehnte er 1920 ab. 1928/1929 war er Rektor der Universität, 1933 Dekan der juristischen Fakultät.
His’ Haltung zum Nationalsozialismus war mehrfach Gegenstand von Spekulationen. Einerseits wirkte er an der Entpflichtung des jüdischen Privatdozenten Ernst Isay mit und leistete den Treueeid auf den Führer, andererseits versuchte er als Dekan die Verleihung der Ehrendoktorwürde an den NSDAP-Gauleiter Josef Wagner zu verhindern. Während der Zeitgenosse Hubert Naendrup, 1933–1935 Rektor der Universität, in einem Nachruf 1941 anmerkte, His habe zeitlebens „nicht das richtige Verständnis“ für die nationalsozialistische Ideologie entwickelt, wird His in neueren Darstellungen durchaus in die Nähe von antidemokratischen Strömungen seiner Zeit eingeordnet. Die Familienchronik bezeichnet ihn als Nationalliberalen. Seine Werke enthalten nach kritischer Durchschau keine Aussagen, die auf ein ideologisches Näheverhältnis zum Nationalsozialismus hindeuten.
Seit 1898 war er verheiratet mit Hedwig Pfitzer (1876–1953), Tochter des Botanikers Ernst Hugo Heinrich Pfitzer.

## Werk
Rudolf His gilt als „beste[r] Kenner der mittelalterlichen deutschen Strafrechtsquellen“ und fand internationale Anerkennung. Sein Ansatz war, aus den verschiedenen Quellenüberlieferungen ein Gesamtbild des mittelalterlichen deutschen Strafrechts zu entwerfen. Trotz der grossen Verdienste von His als Sammler von Rechtsaltertümern wird sein methodischer Ansatz von modernen Rechtshistorikern heute abgelehnt: Er habe geographische und inhaltliche Unterschiede in den einzelnen Rechtsquellen zum Verschwinden gebracht und dadurch den besonderen Charakter des mittelalterlichen Strafrechts als Partikularrecht verkannt. „Anstelle einer entwicklungsgeschichtlichen Darstellung“ gebe His „der Konstruktion von dogmatischen Strukturen de[n] Vorzug“ und bleibe letztlich „in einer dogmatischen Betrachtung des historischen Stoffes stehen.“ Deshalb wird His gelegentlich auch als (historisch-philologisch arbeitender) Strafrechtsdogmatiker rezipiert und nicht eigentlich als Rechtshistoriker: Es sei in seinen grossen Monografien „kaum bemerkbar, dass es sich um das Werk eines Rechtshistorikers“ handelt. His’ Quellenarbeiten könnten für Rechtshistoriker und Mittelalterhistoriker mit modernem Methodenverständnis höchstens noch als „Fundgrube“ angesehen werden, blieben in dieser Hinsicht aber weiterhin „Ausgangspunkt für jede Beschäftigung mit dem mittelalterlichen Strafrecht“.

## Werke
- Graf und Schultheiß in Friesland. 1871. (Dissertation, ungedruckt)
- Die Domänen in der römischen Kaiserzeit. Heidelberg 1896. (Habilitationsschrift)
- Das Strafrecht des deutschen Mittelalters.
  - Bd. 1: Die Verbrechen und ihre Folgen im allgemeinen. Weimar 1920. Ndr. Aalen 1964.
  - Bd. 2: Die einzelnen Verbrechen. Weimar 1935. Ndr. Aalen 1964.
- Geschichte des deutschen Strafrechts bis zur Karolina. München 1928. Ndr. München 1967.